# 別里茲基-別爾沙德西基
48°24′54″N 29°43′14″E / 48.41500°N 29.72056°E
別里茲基-別爾沙德西基（烏克蘭語：Берізки-Бершадські），是烏克蘭的村落，位於該國西南部文尼察州，由海辛區負責管轄，始建於1681年，面積19.38平方公里，海拔高度156米，2001年人口919。